# The Pace That Thrills (film 1952)
The Pace That Thrills è un film del 1952 diretto da Leon Barsha.

## Produzione
Il film fu prodotto dalla RKO Radio Pictures.

## Distribuzione
Il copyright del film, richiesto dalla RKO Radio Pictures, Inc., fu registrato il 13 marzo 1952 con il numero LP1634
Il film uscì nelle sale cinematografiche USA nel marzo 1952.